# Joseph Witterwulghe
Joseph Witterwulghe né à Bruxelles le 1er novembre 1883 et décédé à Uccle le 10 novembre 1967 est un sculpteur et graveur belge.

## Biographie
Joseph Jean Marie Josse Witterwulghe, né à Bruxelles le 1er novembre 1883, est le fils de Jean Witterwulghe, ébéniste, et de Marie Waeterinckx.
Au cours de son adolescence, Joseph Witterwulghe travaille comme simple forgeron. Il s'inscrit toutefois à l'Académie royale des Beaux-Arts de Bruxelles où il reçoit l'enseignement de Julien Dillens, Charles Van der Stappen et Thomas Vinçotte jusqu'en 1907. Il obtient un premier prix de composition au concours de Rome avec une Adoration des Bergers. Il travaille également sous la supervision de Thomas Vinçotte pour le fronton du Palais royal de Bruxelles et pour le monument aux pionniers belges du Congo dans le parc du Cinquantenaire. Par la suite, il enseigne la sculpture à l'Institut supérieur des arts décoratifs de la Cambre à Ixelles.
Joseph Witterwulghe expose aux côtés de Léon Londot, Henry Meuwis et Jean Vervisch au Cercle artistique et littéraire de Bruxelles (nl) en avril 1927.
Pour les Jeux olympiques d'été de 1936 à Berlin, il réalise des médailles sportives et des plaquettes.
Ses sculptures sont souvent inspirées par l'amour maternel, la beauté des d'enfants et le corps de la femme, reflet de son idéalisme artistique.

## Sélection d'œuvres
- Monument funéraire d'Iwan Gilkin, cimetière de Laeken, 1925.
- Portrait en médaillon de la sépulture d'Irma Hongne, bronze, cimetière d'Evere, 1929.
- Monument Georges Eekhoud, pierre blanche, au parc Josaphat à Schaerbeek, 1930.
- Madone, 1933.
- Monument Jean et Pierre Carsoel (groupes sculpturaux L'Énergie dans le Travail et La Récompense de la Tâche accomplie), parc Montjoie à Bruxelles, 1936.
- La Baigneuse.
- La Bohémienne.
- Le Printemps.
- Caïn, 1940.
- Monument
- Maternité, collection de la commune de Forest.
- Monument au résistant René Gobert, Uccle, 1947.
- Monument à Jules Hiernaux, Grand hall de l'Université du Travail Paul Pastur à Charleroi, 1947.
- Bambino, 1947.
- Monument à l'aviateur Jaak Van Buggenhoutlaan, Coxyde, 1951.
- L'Abondance, collection de la commune de Schaarbeek.

## Galerie

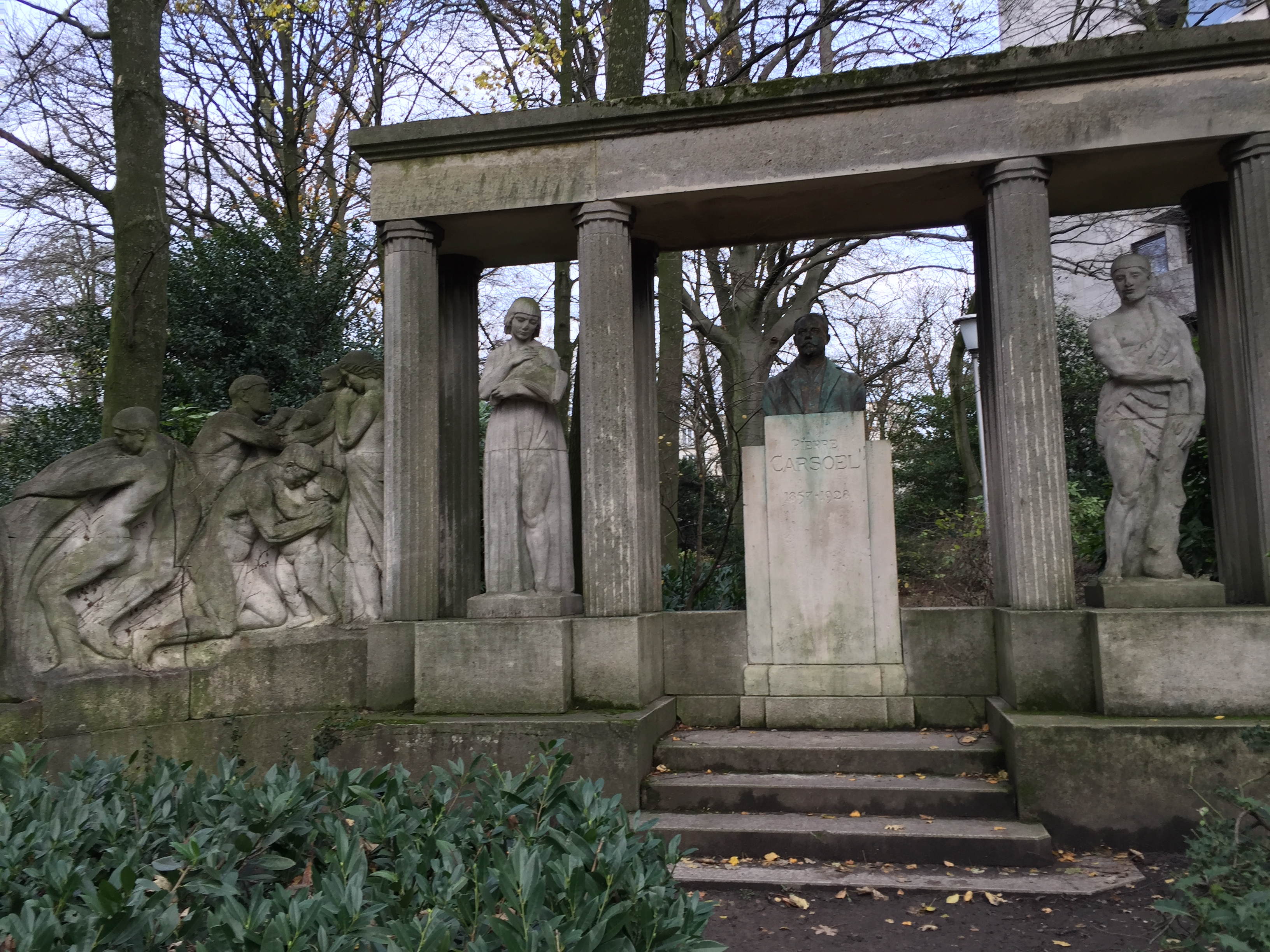
Monument Jean et Pierre Carsoel dans le parc Montjoie
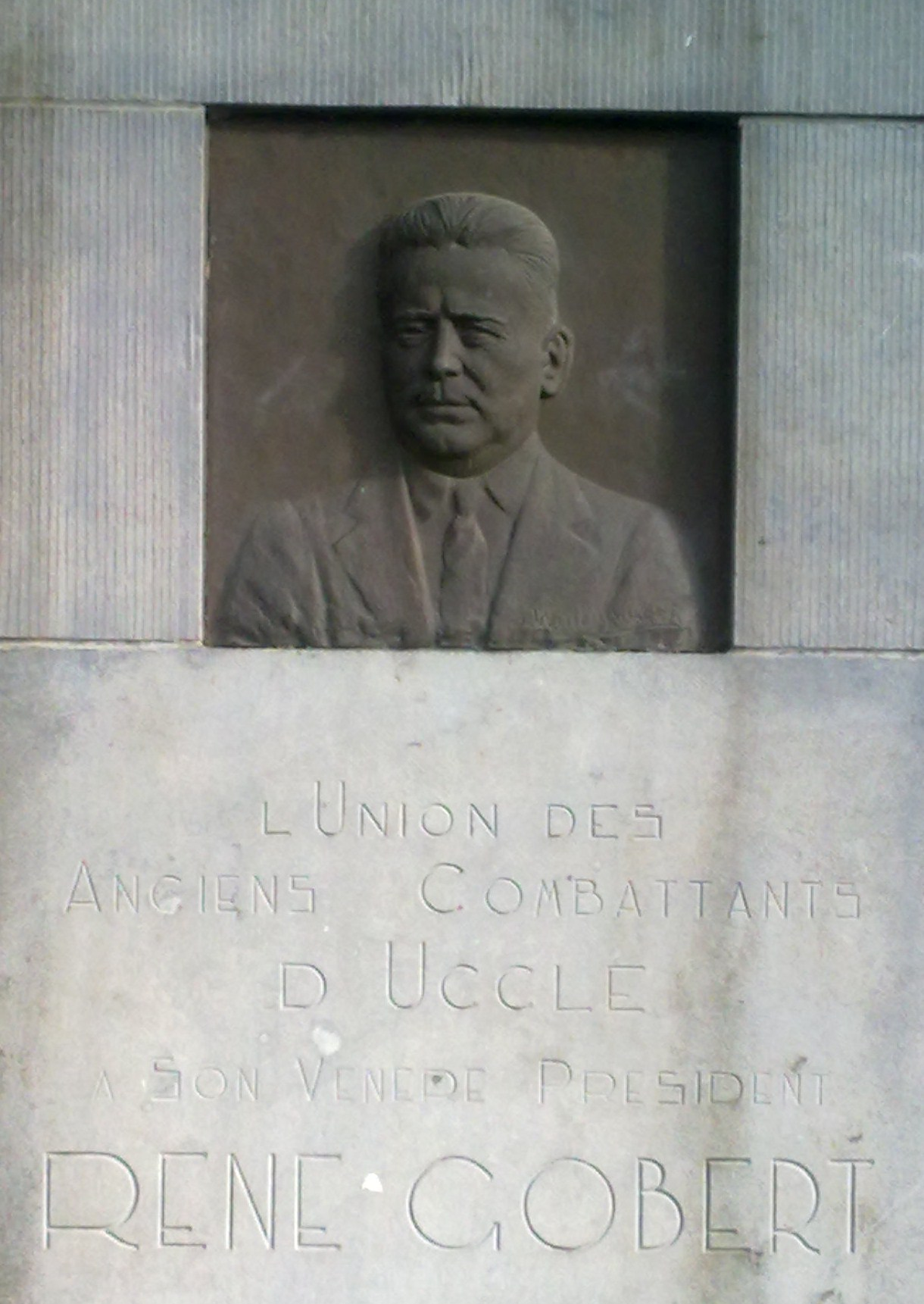
Monument à René Gobert, avenue de Fré